# Heini Justinussen
Heini Justinussen (født 6. maj 1896 på Svínoy, død 7. februar 1969) var en færøsk snedker og politiker (FF).
Efter et ophold ved Føroya Fólkaháskúli 1913-14 begyndte han at arbejde som snedker i hjembygden.
Han blev valgt ind i sognerådet på Svínoy i 1931 og som suppleant til Lagtinget for Norðoyar i 1940. Justinussen blev fast lagtingsmand, efter at Jacob Heinesen omkom ved et skibsforlis i 1941, og sad i tinget frem til 1943.